# Guno
Guno is een bestuurslaag in het regentschap Wonogiri van de provincie Midden-Java, Indonesië. Guno telt 2075 inwoners (volkstelling 2010).